# Mimosema lobata
Mimosema lobata är en fjärilsart som beskrevs av Paul Dognin 1912. Mimosema lobata ingår i släktet Mimosema och familjen mätare. Inga underarter finns listade i Catalogue of Life.